# Datorspelsåret 1983

## Händelser

### Juli
- 15 juli - I Japan lanserar det japanska företaget Nintendo sin hemvideospelskonsol "Famicom".

### September
- 28 september - 14 lastbilar ger sig av från en lagerbyggnad i El Paso och dumpar flera osålda TV-spelskassetter till Atari 2600 i den närliggande öknen.[1]

### Okänt datum
- Den så kallade TV-spelskraschen inträffar i Nordamerika och sägs bero på en kombination av sviktande ekonomi, bristande förnyelse och lanseringen av billiga hemdatorer. Fram till 1986 sjunker försäljningen från 3,2 miljarder US$ till 1 miljard US$0.[2]
- Level 9 Computing lanserar textäventyrsspelet Lords of Time.
- MCA Universal i rättsfall mot Nintendo, och förklarar att Nintendos arkadhit Donkey Kong brutit mot Universals upphovsrätt på King Kong. Efter en kort rättegång förklarar domaren att rättigheterna till ursprunglige Kong blivit public domain. Ärendet avslås, och MCA Universal betalar $1,8 miljoner USD i skadestånd till Nintendo.[3]
- Atari i rätten mot Coleco, som beskyllts för kränkning av Ataris patent på Atari 2600. Föregående år har Coleco släppt en kringutrustningsenhet som gjort det möjligt att spela Atari 2600-spelkassetter på ColecoVision.[4]
- Infogrames Entertainment SA bildas av Bruno Bonnell och Christophe Sapet i Lyon, Frankrike.[5]
- Origin Systems bildas av Robert, Richard, och Owen Garriott samt Chuck Bueche i Austin i Texas, USA; Richard blir senare även känd som den fiktiva figuren Lord British.[6]
- Amusement Developing Section 8 (senare känt som Sega-AM2), en forskning och utvecklingsavdelning inom Sega, bildas under ledning av Yu Suzuki i Tokyo, Japan.[7]
- Enligt Nintendo ligger 1983 års totala spelförsäljning på $3,2 miljoner USD.[2]

## Spel släppta år1983

### Arkadspel
- Bally/Midway släpper Spy Hunter, ett action-racingspel.[8]
- Cinematronics släpper Advanced Microcomputer Systemss Dragon's Lair, det första laserdiscdatorspelet.[9]
- Atari släpper Star Wars, ett vektorgrafik-baserat spel baserat på de populära Star Wars-filmern.[10]
- Konami släpper Gyruss i Japan. Centuri distribuerar spelet i Nordamerika.[11]

## Födda
- 24 maj – Ben Croshaw, brittisk speldesigner.

### Fotnoter
1. ↑  Kristofer Ahlström (2 augusti 2014). ”Så förändrade Nintendo världen”. Dagens nyheter. http://www.dn.se/spel/sa-forandrade-nintendo-varlden/. Läst 25 mars 2014.
2. 1 2  Liedholm, Marcus and Mattias. ”The Famicom rules the world! – (1983–89)”. Nintendo Land. Arkiverad från originalet den 28 juli 2009. https://web.archive.org/web/20090728053848/http://www.nintendoland.com/home2.htm?history%2Fhist3.htm. Läst 14 februari 2006.
3. ↑  ”25 Dumbest Moments in Gaming / Universal Goes Ape”. GameSpy.com. 2003. Arkiverad från originalet den 24 juni 2007. https://www.webcitation.org/5PpZ6M59v?url=http://archive.gamespy.com/articles/june03/dumbestmoments/index5.shtml. Läst 14 februari 2006.
4. ↑  ”Atari and Coleco”. New York Times. 8 februari 1983. http://query.nytimes.com/gst/fullpage.html?res=9E03E2D8173BF93BA35751C0A965948260. Läst 14 februari 2006.
5. ↑  ”Atari – 1972–2004”. Atari – Official Corporate Site. Arkiverad från originalet den 19 oktober 2006. https://web.archive.org/web/20061019170744/http://corporate.infogrames.com/history.html. Läst 14 februari 2006.
6. ↑  GameSpot Staff (2000). ”15 Most Influential Games of All Time / Ultima III: Exodus”. GameSpot. Arkiverad från originalet den 17 juli 2007. https://www.webcitation.org/5QPSTXWbi?url=http://www.gamespot.com/. Läst 14 februari 2006.
7. ↑  ”SEGA-AM2 Co., LTD.”. MobyGames. http://www.mobygames.com/company/sega-am2-co-ltd. Läst 14 februari 2006.
8. ↑  ”Spy Hunter”. KLOV.com. Arkiverad från originalet den 24 juni 2007. https://www.webcitation.org/5PpZ6bMbQ?url=http://www.klov.com/. Läst 14 februari 2006.
9. ↑  ”Dragon's Lair”. KLOV.com. http://www.klov.com/game_detail.php?game_id=7647. Läst 14 februari 2006.
10. ↑  ”Star Wars”. KLOV.com. http://www.klov.com/S/Star_Wars.html. Läst 14 februari 2006.
11. ↑  ”Gyruss”. KLOV.com. http://www.klov.com/game_detail.php?game_id=8060. Läst 14 februari 2006.